# Höganäs (stad)
Höganäs is de hoofdstad van de gelijknamige gemeente Höganäs in Skåne de zuidelijkste provincie van Zweden. De stad heeft 13504 inwoners (31 december 2005) en een oppervlakte van 881 hectare.
De stad werd voor het eerst genoemd in 1488 en kreeg pas stadsrechten in 1936. Oorspronkelijk was het een vissersdorp waar zich in de loop van de tijd mijnbouw ontwikkelde er werd kolen en klei gewonnen. De stad is ook bekend vanwege keramiek. Tegenwoordig is er geen mijnbouw meer in de omgeving van de stad.

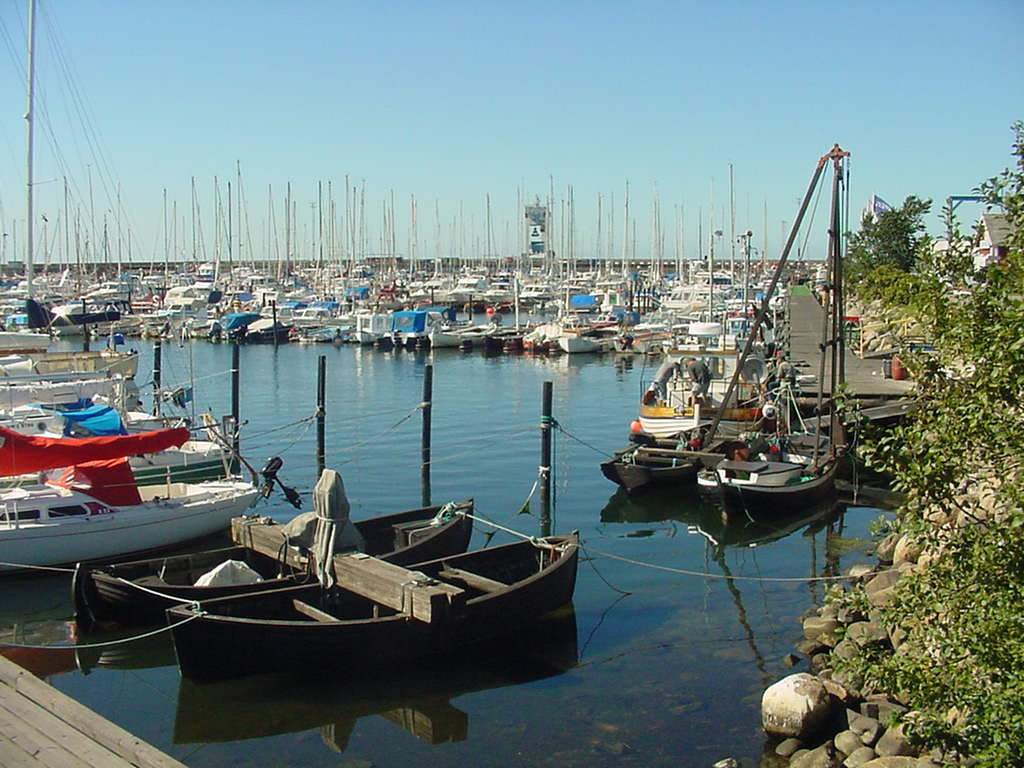
Höganäs Haven
Foto: Goran Djordjevic 2002

## Verkeer en vervoer
Bij de plaats lopen de Länsväg 111 en Länsväg 112.

## Geboren
- Michael Andersson (1967), wielrenner
- Sara Mustonen (1981), wielrenster en voormalig bokser

Höganäs · Viken · Jonstorp · Mölle · Arild · Mjöhult · Ingelsträde